# BK Häcken (kvinder)
Bollklubben Häcken er en fodboldklub fra Göteborg, Sverige. Klubben blev etableret i 1970 under navnet Landvetters IF og var kendt under navnet Kopparbergs/Göteborg FC mellem 2004 og 2020. Klubben blev kvindernes sektion af herrernes klub BK Häcken i 2021.
I 2004 flyttede holdet fra Landvetter, en forstad til Göteborg, ind til Göteborg by og ændrede navnet tilsvarende. Holdet vandt for første gang det svenske mesterskab (Damallsvenskan) i 2020.
BK Häcken spiller deres hjemmekampe på Bravida Arena stadion i Göteborg.

## Historie
Klubben blev etableret i 1970 under navnet Landvetters IF. I 2004 flyttede holdet fra Landvetter, i nærheden af Göteborg, ind til Göteborg by og ændrede deres navn tilsvarende.
Veteranen Bo Falk var holdets cheftræner fra 1999 til 2004. Fra 2005 til 2007 var Martin Pringle holdets træner. Han blev erstattet af Torbjörn Nilsson i 2008.
Blandt klubbens stjernespillere i nyere tid er bl.a. de svenske landsholdsspillere Jessica Landström, tvillingerne Kristin og Marie Hammarström, Jane Törnqvist, Johanna Almgren, og den amerikanske landsholdsspiller Yael Averbuch. Andre notable spillere, der har spillet for klubben er bl.a. de amerikanske spillere Hope Solo og Christen Press og Sveriges Lotta Schelin og Kristin Bengtsson.

## Aktuel trup
Oversigten er opdateret til og med 28. marts 2021
| Nr. | Land       | Position | Spiller                  |
| --- | ---------- | -------- | ------------------------ |
| 1   | Holland    | MM       | Loes Geurts              |
| 3   | Sverige    | FO       | Beata Kollmats (anfører) |
| 4   | Sverige    | FO       | Emma Kullberg            |
| 5   | Sverige    | FO       | Lotta Ökvist             |
| 6   | Australien | FO       | Dylan Holmes             |
| 7   | Sverige    | AN       | Stina Blackstenius       |
| 8   | Danmark    | FO       | Luna Gevitz              |
| 9   | Sverige    | MI       | Filippa Curmark          |
| 10  | Sverige    | MI       | Elin Rubensson           |
| 11  | Sverige    | AN       | Pauline Hammarlund       |
| 12  | Danmark    | AN       | Stine Larsen             |

| Nr. | Land    | Position | Spiller                 |
| --- | ------- | -------- | ----------------------- |
| 13  | Sverige | MM       | Jennifer Falk           |
| 15  | Sverige | MI       | Julia Zigiotti Olme     |
| 17  | Ungarn  | MI       | Anna Csiki              |
| 18  | Sverige | MI       | Johanna Svedberg        |
| 20  | Sverige | MI       | Hanna Wijk              |
| 21  | Island  | MI       | Diljá Zomers            |
| 23  | Serbien | MI       | Milica Mijatović        |
| 25  | Sverige | AN       | Alice Söndergaard       |
| 29  | Danmark | MI       | Mille Gejl              |
| 33  | Sverige | MI       | Johanna Rytting Kaneryd |

## Hæder
- Damallsvenskan (1): 2020
- Svenska Cupen (3): 2011, 2012, 2019
- Svenska Supercupen (1): 2013